# Villers-Tournelle
Villers-Tournelle és un municipi francès situat al departament del Somme i a la regió dels Alts de França. L'any 2007 tenia 157 habitants.

## Demografia

### Població

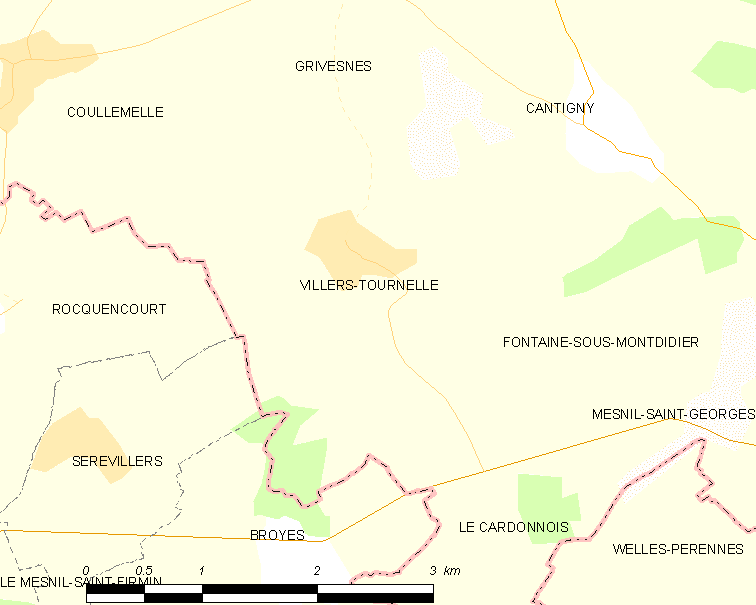

El 2007 la població de fet de Villers-Tournelle era de 157 persones. Hi havia 52 famílies de les quals 8 eren unipersonals (4 homes vivint sols i 4 dones vivint soles), 8 parelles sense fills i 36 parelles amb fills.
La població ha evolucionat segons el següent gràfic:
Habitants censats

### Habitatges

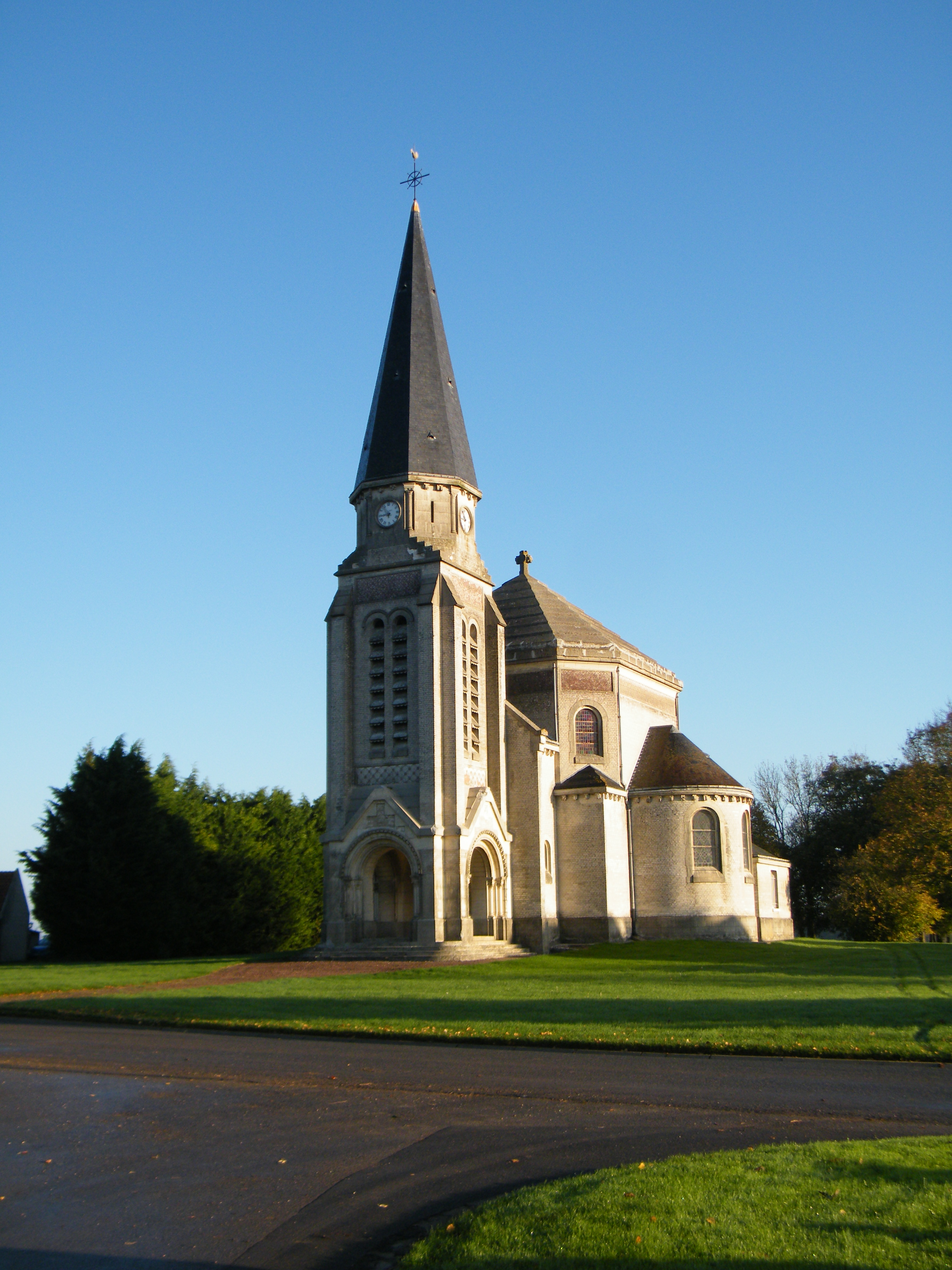

El 2007 hi havia 62 habitatges, 55 eren l'habitatge principal de la família, 6 eren segones residències i 1 estava desocupat. Tots els 62 habitatges eren cases. Dels 55 habitatges principals, 49 estaven ocupats pels seus propietaris, 5 estaven llogats i ocupats pels llogaters i 1 estava cedit a títol gratuït; 9 tenien tres cambres, 9 en tenien quatre i 37 en tenien cinc o més. 41 habitatges disposaven pel capbaix d'una plaça de pàrquing. A 15 habitatges hi havia un automòbil i a 37 n'hi havia dos o més.

### Piràmide de població
La piràmide de població per edats i sexe el 2009 era:
| Homes | Edats   | Dones |
| ----- | ------- | ----- |
| 0     | 95 o +  | 0     |
| 0     | 90 a 94 | 0     |
| 0     | 85 a 89 | 0     |
| 0     | 80 a 84 | 0     |
| 4     | 75 a 79 | 8     |
| 0     | 70 a 74 | 0     |
| 4     | 65 a 69 | 0     |
| 0     | 60 a 64 | 4     |
| 4     | 55 a 59 | 8     |
| 8     | 50 a 54 | 0     |
| 0     | 45 a 49 | 16    |
| 4     | 40 a 44 | 4     |
| 0     | 35 a 39 | 4     |
| 4     | 30 a 34 | 0     |
| 4     | 25 a 29 | 12    |
| 4     | 20 a 24 | 0     |
| 0     | 15 a 19 | 4     |
| 4     | 10 a 14 | 0     |
| 4     | 5 a 9   | 4     |
| 8     | 0 a 4   | 4     |

## Economia

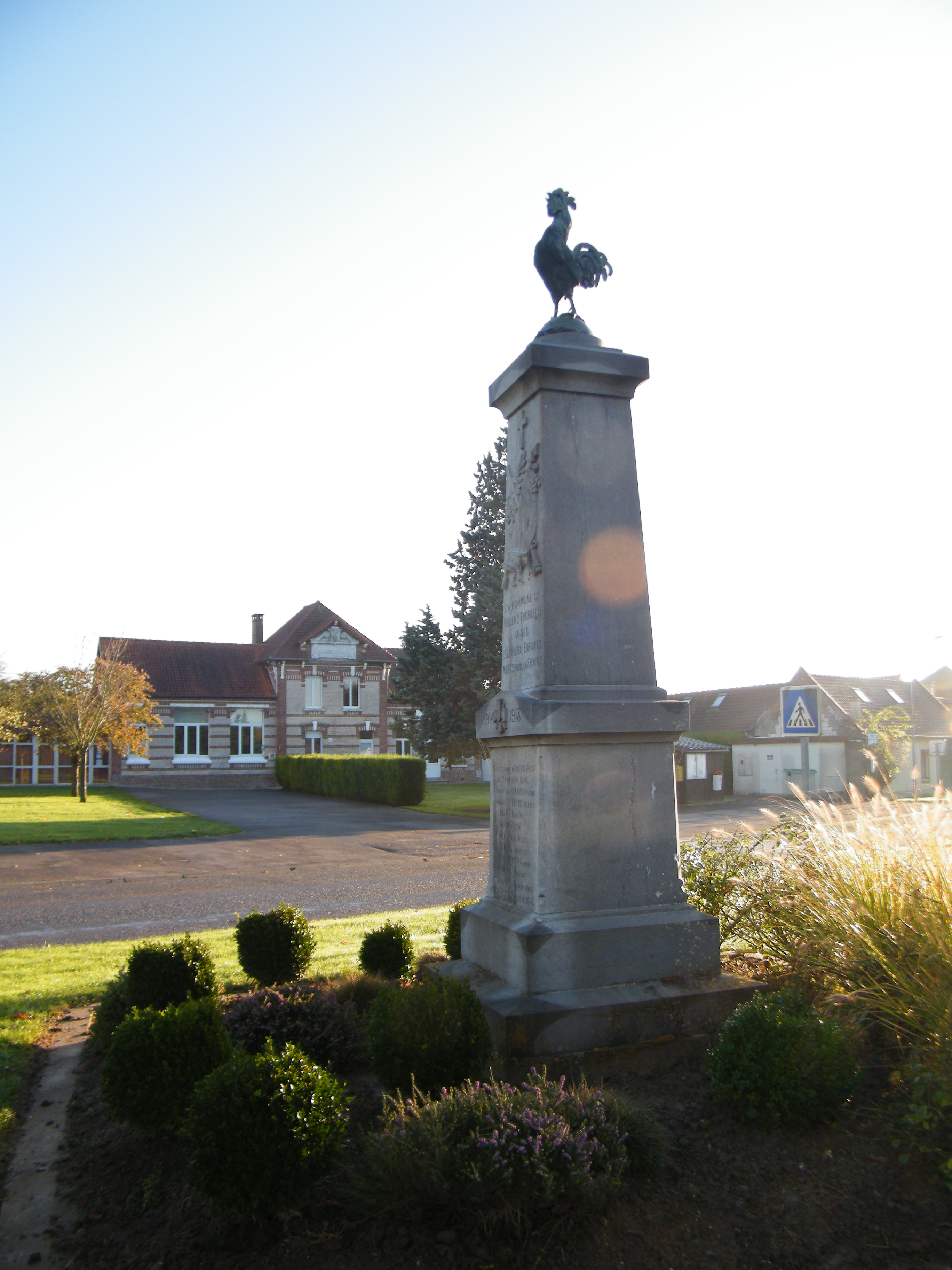

El 2007 la població en edat de treballar era de 104 persones, 76 eren actives i 28 eren inactives. De les 76 persones actives 69 estaven ocupades (41 homes i 28 dones) i 7 estaven aturades (4 homes i 3 dones). De les 28 persones inactives 5 estaven jubilades, 13 estaven estudiant i 10 estaven classificades com a «altres inactius».

### Ingressos
El 2009 a Villers-Tournelle hi havia 57 unitats fiscals que integraven 182 persones, la mediana anual d'ingressos fiscals per persona era de 16.205 €.

### Activitats econòmiques
Dels 8 establiments que hi havia el 2007, 1 era d'una empresa alimentària, 1 d'una empresa immobiliària, 1 d'una empresa de serveis, 4 d'entitats de l'administració pública i 1 d'una empresa classificada com a «altres activitats de serveis».
L'any 2000 a Villers-Tournelle hi havia 7 explotacions agrícoles que ocupaven un total de 707 hectàrees.

## Poblacions més properes

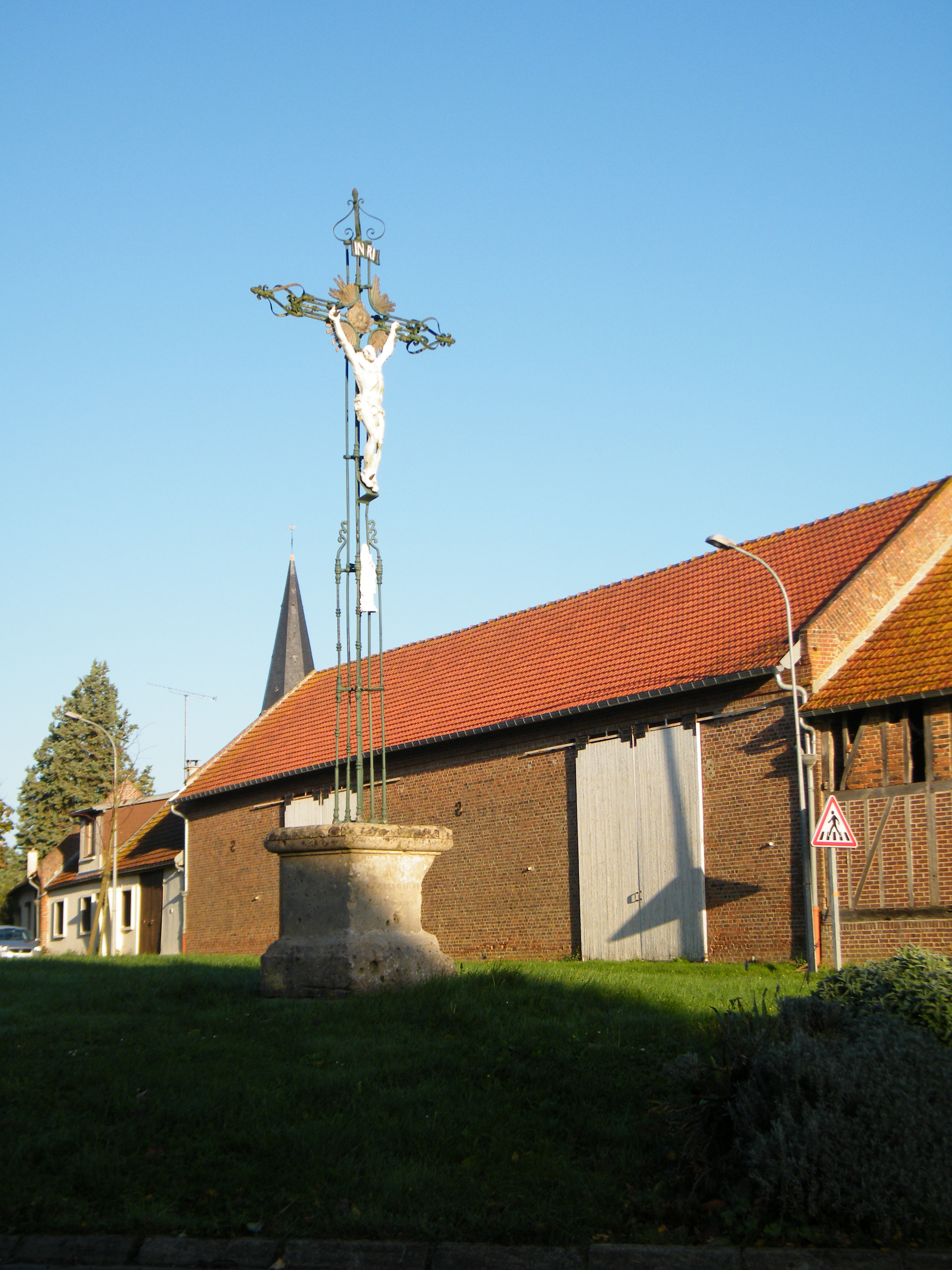

El següent diagrama mostra les poblacions més properes.